# Горленко Василь Петрович
Горленко Василь Петрович (нар. 1 (13) березня 1853, село Ярошівка, тепер Українське Прилуцького району Чернігівської області — 12 (25) квітня 1907, Петербург, похований у Ярошівці) — український письменник, мистецтвознавець, фольклорист та етнограф.

## Життєпис
Народився в сім’ї штабс-ротмістра Новомиргородського уланського полку Петра Дмитровича Горленка (1820–1853) і Марії Яківни, вродженої Мамчич (1824–1894). Батько походив із давнього козацько-старшинського роду Горленків і був прямим нащадком полковників Прилуцьких Лазаря Горленка (1659–1687, з перервами) і Дмитра Горленка (1692–1708). Мати походила з козацького роду, її предки служили в Миргородському полку, а батько був миргородським поміщиком і мав чин колезького радника.
Батько помер через три місяці після народження сина, Василя та його сестер Ольгу і Софію ростила мати, родина проживала в Ярошівці, а також у Миргороді . Для отримання середньої освіти Василя віддали до Полтавської гімназії, потім він продовжив навчання в класичній гімназії при Ніжинському юридичному ліцеї князя Безбородька, яка готувала учнів до вступу в ліцей і підпорядковувалась його дирекції. Став ліцеїстом, навчався трохи краще за «посередньо», бо його більше цікавили не предмети, які викладалися в ліцеї, а знання, отримувані з книг по історії, культурі та мистецтву. Навчання припало на період реорганізаційних змін, у 1873 році вийшло розпорядження про поступове закриття Ніжинського юридичного ліцею, а в 1875 році замість ліцею відкрили Історико-філологічний інститут князя Безбородька, який готував учителів для гімназій.  
В. Горленко полишив навчання і незабаром виїхав до Франції, де став студентом Сорбонни. У Парижі навчався приблизно в 1878–1882 роках. Його світогляд формувався під впливом Сент-Бева, однієї з ключових постатей історії французької літератури, та письменника і критика  Еміля Золя. Також сприйняв і надалі сповідував у своїй професійній діяльності філософію мистецтва Іпполіта Тена. Директор Архіву української еміграції у Франції І.Борщак писав: «Властиво Париж і був, правдоподібно, за справжню школу Горленка».  
Після повернення почав журналістську діяльність, його перші фейлетони з’явилися в петербурзькій газеті «Голос», далі став активно досліджувати українську літературу, етнографію, образотворче мистецтво. Публікувався в часописі «Киевская старина» (1882–1885) і в столичних виданнях «Молва», «Отечественные Записки», «Русский Архив», «Всемирная Иллюстрация», «Труд», «Новое Время» та ін., де помістив десятки статей, заміток, рецензій. Його огляди та історико-літературні нариси з української літератури стосувалися як письменників минулого І. Котляревського, Г. Квітки-Основ’яненка, Т. Шевченка, так і сучасників  І. Нечуя-Левицького, Панаса Мирного, Ю. Федьковича, І. Франка, Я. Щоголева та інших. Також досліджував творчість французького поета українського походження Віктора Гриценка. Вивчав і творчість українських митців доби класицизму В. Боровиковського і Д. Левицького, повернувши їх Україні із забуття. Багато подорожував Україною, збираючи історичні та етнографічні матеріали. Йому належать статті на історико-побутові та етнографічні теми, зокрема дослідження про українські думи і кобзарів. Частина праць опублікована в книгах «Южнорусские очерки и портреты» (1898), «Украинские были» (1899), «Отблески» (1905, 1908)     .
З початку 1880-х років діяльність В. Горленка була пов’язана з Санкт-Петербургом. Столиця приваблювала його значно вищим і цікавішим ритмом культурного життя, тут він спробував «знайти пристойну службу творчого характеру». Були і причини чисто матеріального змісту, бо він належав до тих людей, які можуть заробляти лише літературною працею, а в столиці імперії для цього було значно більше можливостей, ніж в Україні. 
Гостра необхідність у літературному заробітку була обумовлена складним становищем його фінансових справ. В. Горленко був багатим поміщиком, обирався гласним Полтавської губернії (1886–1888) , гласним Прилуцьких повітових земських зборів (1884–1889)  , був опікуном однокласного сільського народного училища в Ярошівці. Від батька, крім садиби, успадкував близько 300 десятин орних земель та ділянку лісу. Велике господарство потребувало постійної участі і вмілого керівництва, що зовсім не поєднувалося з творчою вдачею і стилем життя поміщика. 
Господарча діяльність В. Горленка відображена в листах за 1883–1907 роки. Його епістолярна спадщина досліджена істориком Іваном Забіякою. Господарювання було невдалим: кредити у Дворянському банку під заставу земель, виставлений за борги на продаж з аукціону маєток (1898), продаж 100 десятин і погашення боргів (1899), і знову борги. Після перемовин з банками В. Горленко здав землі в оренду (частково продав) селянам Ярошівки, які оформили кредити в Селянському банку. Але через революційні події 1905–1907 років  плату за землю та відсотки по кредитах не сплачували, очікуючи на вирішення земельного питання Державною думою. У підсумку В. Горленко як орендодавець був змушений сплачувати за селян відсотки за їхніми кредитами.
До Санкт-Петербурга В. Горленко спочатку їздив на кілька тижнів чи на один-два місяці, а потім повертався в Ярошівку, також працював у Києві. Саме тоді в Санкт-Петербурзі під впливом М. Костомарова відбулася переорієнтація В. Горленка на українську тематику.  Приблизно з 1897 року він працював переважно в Санкт-Петербурзі, заробляючи гроші в різних виданнях. Закінчив свою літературну кар'єру в газеті «Новое Время», працюючи рецензентом, оглядачем літератури зарубіжних видань. Газета «Новое Время» на той період мала репутацію «прислужницької, реакційної та безпринципної газети», що стало причиною звинувачень у відході В. Горленка від України, хоча існують різні думки з цього приводу. Сам В. Горленко в листах стверджував, що якби з’явилося видання із демократичними поглядами, він би пішов туди не задумуючись. А так він відповідає тільки за свій рядок, а не за всю газету. Ще називав перебування в Санкт-Петербурзі каторгою.
За політичними поглядами належав до представників старого малоросійського дворянства консервативного спрямування, вихідців з козацької старшини, протиставляв часи Івана Мазепи своєму часу. Скептично ставився до діяльності виборних гласних губернських і повітових земських зборів. Революція 1905 року налякала В. Горленка, йому цілком ґрунтовно здалося, що революційний рух «хоче звільнити його» «від усякого майна», а українська преса того часу видалася йому незрозумілою та «яскраво соціалістичною».
Особисте життя у В. Горленка не склалося. Він хотів одружитися з акторкою Марією Заньковецькою, супроводжував її трупу на гастролях, навіть пробував грати епізодичні ролі в спектаклях. Марія відносилася до нього приязно, але поєднатися відмовилась, маючи на те вагомі причини; він так і залишився неодруженим . З близьких родичів мав двох племінниць, доньок старшої сестри Софії, по чоловіку Чешихіної (1849–?), яких цікавили лише його статки.

Надмогильний пам’ятник Василю Горленку

Пам’ятник Василю Горленку в с. Українське (Ярошівка)

Невлаштований побут, тривале проживання в мебльованих номерах, харчування в ресторанах, часті переїзди – все це позначалося на його здоров'ї. В. Горленко хворів дуже часто, при будь-якій зміні погоди, про що неодноразово писав у своїх листах, починаючи з 1885 року. Іноді по кілька днів не міг встати з ліжка, а свої хвороби називав простудою. Навіть лікування в Криму в нього закінчилося захворюваннями на малярію і летучий ревматизм. У медицині така ситуація називається ослабленою загальною резистентністю, тобто здатністю організму до протидії різного роду інфекціям. 
Наприкінці 1906 року потрапив до лікарні Оленинського інституту (Клінічного інституту великої княгині Олени Павлівни) з діагнозами «бронхіт» і «запалення легенів». Сучасники пишуть, що В. Горленко хворів на сухоти, або захворів на швидкоплинні сухоти. Імовірно, у нього була підвищена сприйнятливість до туберкульозної інфекції, можливо спадкова, адже його батько і сестра Ольга (1850–1872) померли від туберкульозу. 
Лікування тривало 4 місяці і не дало результатів. В. Горленко помер у Санкт-Петербурзі 12 квітня 1907 року, на його прохання був похований 17 квітня в селі Ярошівка поруч з батьками.
17 листопада 2021 року на батьківщині В. Горленка встановлено пам’ятник.

## Благодійний фонд та премія імені Василя Горленка
7 березня 2019 року було засновано Благодійний фонд «Бібліотека альманаху “Вітряк”» імені Василя Горленка, завданням якого є підготовка та видання літературної спадщини Василя Петровича Горленка.
При Фонді засновано премію ім. Василя Горленка, яка присуджується в таких номінаціях: історико-краєзнавчі дослідження Талалаївського краю; фольклорно-етнографічна діяльність (сольне чи колективне виконання давніх українських народних пісень, створення етнографічних кутків, музеїв у школах, бібліотеках; народна вишивка та інші народні ремесла, збірники про фольклорні колективи); відновлення, збереження культурних пам’яток та утримування в належному стані занедбаних могил, кладовищ. 
Переможці в номінаціях нагороджуються пам’ятною медаллю «Лауреат премії ім. Василя Горленка».

## Видання творів
- Горленко В. Южнорусские очерки и портреты. Киев: Тип. Г. Л. Фронцкевича, 1898. – 229 с.
- Горленко В. Украинские были. Описания и заметки. Киев, 1899. – 170 с.
- Горленко В. Отблески: Заметки по словесности и искусству. СПб: Типо-литогр. «Энергия», 1905. – 236 с.
- Горленко В. Отблески: Заметки по словесности и искусству. СПб: Тип. т-ва М. О. Вольф, 1908. –  252 с.
- Горленко В. П.. Володимир Боровиковський. – Полтава: Газета «Рідне слово», 1919. – 34 с.
- Горленко В. П. Дмитро Левицький. – Полтава: Газета «Рідне слово», 1919. – 22 с.
- Листи Василя Горленка до Панаса Мирного. 1883–1905. Укладач Євгенія Рудинська. – К.: Вид-во УАН, 1928. – 106 с.
- Горленко В. Південноруські образи та портрети / Передмова І. М. Забіяки; відпов. за вип. Ю. Буряк.– К., 1993. – 229 с.
- Горленко В. Українська старовина. Вибрані есе та листи / Упоряд., вступ. ст., прим. В. О. Шевчук; пер. з рос. В. О. Шевчук, І. М. Забіяка, М. Д. Полонський. – Київ-Ніжин: Лисенко М. М. (вид.), 2019. – 576 с. – (Бібліотека альманаху «Вітряк». Вип. 11) (Серія: Духовний патримоніум. Вип. 2).
- Горленко В. Твори. Том 1. Публікації в газеті «Труд» (1881–82), журналі «Киевская старина» (1882–1906) / Упоряд., вступ. ст. Івана Забіяки; пер. з рос. Миколи Полонського. – Київ-Ніжин: Лисенко М. М. (вид.), 2019. – 800 с. – (Бібліотека альманаху «Вітряк». Вип. 16) (Серія: Духовний патримоніум. Вип. 4).
- Горленко В. Твори. Т. 2. «Южнорусские очерки и портреты» (К., 1898), «Украинские были. Описания и заметки» (К., 1899), «Отблески. Заметки по словесности и искусству» (СПб, 1905, 1908) / Упоряд., авт. передм. І. М. Забіяка; пер. М. Д. Полонський. – К.: Гуляєва В. М. (вид.), 2022. – 516 с. – (Бібліотека альманаху «Вітряк». Вип. 20). (Серія: Духовний патримоніум. Вип. 5).